# Librazhd
Librazhd (Aussprache [ˌliˈbɾaʒd]; albanisch auch Librazhdi) ist eine Kleinstadt in Ostalbanien mit 6787 Einwohnern (Volkszählung 2023). Librazhd ist Hauptort der Gemeinde (bashkia) Librazhd mit einer bescheidenen Infrastruktur im Gesundheits- und Bildungsbereich.
Die Stadt liegt an einer etwas breiteren Stelle im Tal des Shkumbin am rechten Flussufer auf rund 200 m ü. A. Der Talkessel ist auf allen Seiten von nicht allzu steilen, aber doch beachtlichen Bergen umgeben. Rund zehn Kilometer östlich von Librazhd liegt hoch in den Bergen die Grenze zu Nordmazedonien. Nach Westen führt das Shkumbin-Tal durch eine enge Schlucht nach Elbasan. Von Norden fließt am Ortsrand der Fluss Rapun herab.
Zur Gemeinde gehören seit Sommer 2015 auch die umliegenden sechs Gemeinden des aufgehobenen Kreises Librazhd. Sie bilden seither die Njësitë administrative (Verwaltungseinheiten) der Bashkia.
| Name            | Einwohner 2023 | Einwohner 2011 | Gemeindeart |
| --------------- | -------------- | -------------- | ----------- |
| Hotolisht       | 4.084          | 5.706          | Komuna      |
| Librazhd        | 6.787          | 6.937          | Bashkia     |
| Lunik           | 1.489          | 2.621          | Komuna      |
| Orenja          | 2.323          | 3.883          | Komuna      |
| Polis           | 2.122          | 3.385          | Komuna      |
| Qendër-Librazhd | 5.960          | 8.551          | Komuna      |
| Stëbleva        | 547            | 809            | Komuna      |
| Total           | 23.312         | 31.892         |             |

Die ganze Gemeinde hat 23.312 Einwohner (Volkszählung 2023). Das sind 27 % weniger als zwölf Jahre zuvor auf dem Gebiet lebten (Volkszählung 2011: 31.892 Einwohner). Während die Stadt nicht stark betroffen war, ging die Bevölkerung im Umland (Qënder) und in abgelegenen Berggebieten der Gemeinde deutlich zurück.
Librazhd dürfte am Knotenpunkt mehrerer Verkehrswege entstanden sein. Durch das Shkumbin-Tal führte bereits in der Antike die römische Via Egnatia. Die damalige Hauptverkehrsachse zwischen den Reichszentren Rom und Konstantinopel verlief aber am linken Flussufer hoch über dem Talboden in den Polis-Bergen (Mali i Polisit). Die römische Straße ist hier noch an mehreren Stellen nachweisbar. Von Librazhd nach Norden verläuft durch die Çermenika-Region eine Straße nach Dibra. Librazhd war hingegen noch vor 100 Jahren nur ein kleines Dorf.

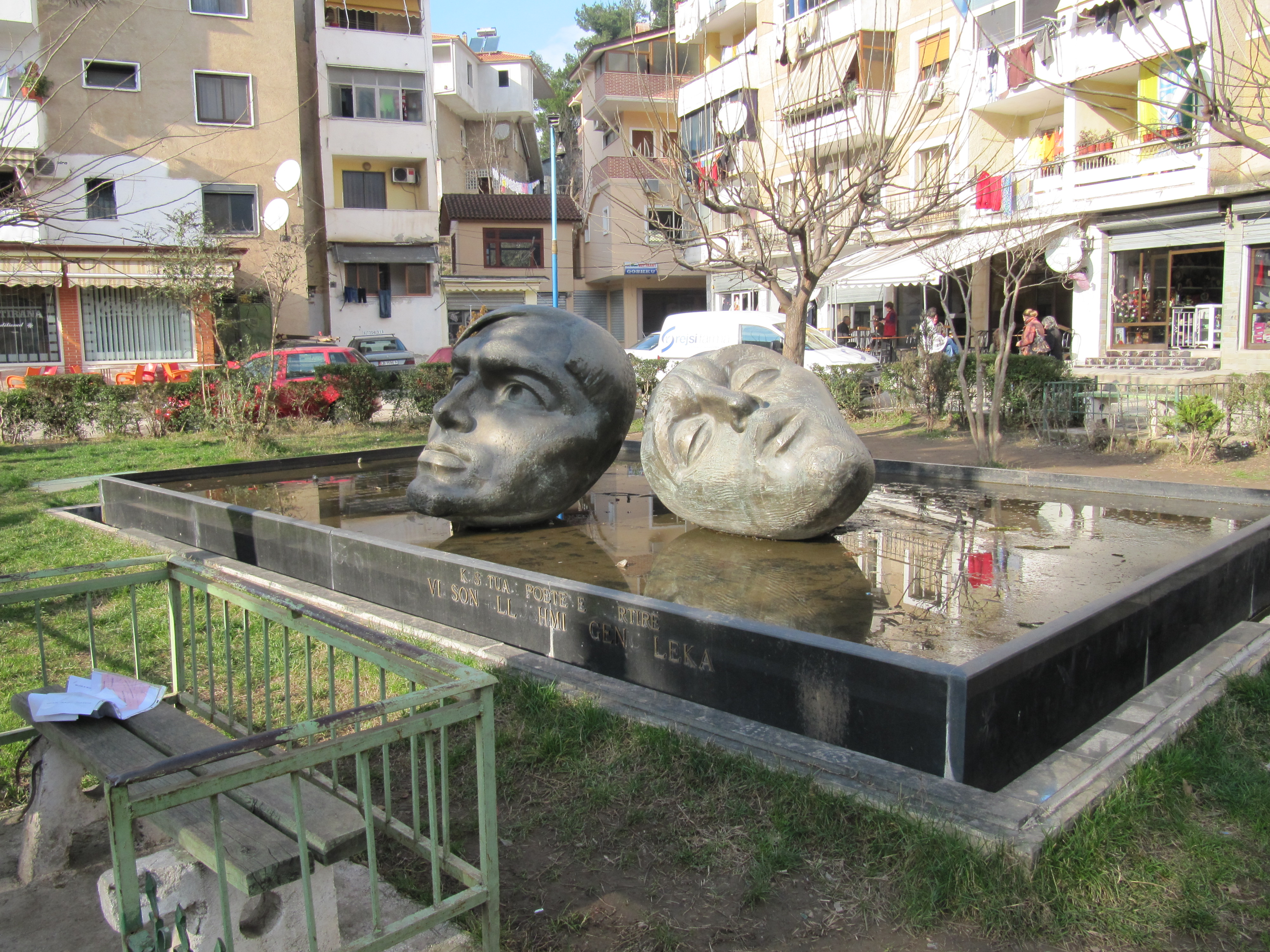
Denkmal zu Ehren der zwei Dichter Vilson Blloshmi und Genc Leka; 1977 wurden sie durch das kommunistische Regime hingerichtet.

Die Straße durch das Shkumbin-Tal ist noch heute ein wichtiger Verkehrsweg, der die albanische Küste mit dem Südosten des Landes und Nordmazedonien verbindet. Als Korridor VIII des Paneuropäischen Verkehrsnetzes wurde sie in den letzten Jahren ausgebaut und erneuert. Parallel dazu verlaufen die Gleise der albanischen Eisenbahn von Elbasan und Durrës nach Pogradec, wobei die Strecke von Librazhd nach Pogradec stillgelegt ist. 2015 verkehrte täglich noch ein Zug von Durrës nach Librazhd. Die Straße von Librazhd nach Norden ist in einem schlechten Zustand, obwohl sie die einzige Verbindung zwischen Nord- und Südalbanien östlich von Tirana und Elbasan ist.

Während der kommunistischen Herrschaft war die Stadt vor allem für Wein und andere alkoholische Getränke bekannt, die in lokalen Betrieben hergestellt wurden. Heute wird in Librazhd kaum mehr etwas produziert. Die Stadt lebt als regionales Zentrum von einigen Dienstleistungen, Handel, Verwaltung und dem Durchgangsverkehr.